# Спенсер (Небраска)
Спенсер (англ. Spencer) — селище (англ. village) в США, в окрузі Бойд штату Небраска. Населення — 408 осіб (2020).

## Географія
Спенсер розташований за координатами 42°52′29″ пн. ш. 98°42′1″ зх. д. / 42.87472° пн. ш. 98.70028° зх. д. (42.874795, -98.700303).  За даними Бюро перепису населення США в 2010 році селище мало площу 1,35 км², уся площа — суходіл.

## Демографія
Згідно з переписом 2010 року, у селищі мешкало 455 осіб у 221 домогосподарстві у складі 128 родин. Густота населення становила 337 осіб/км².  Було 267 помешкань (198/км²).
Расовий склад населення:
| - 95,8 % — білих - 1,5 % — азіатів - 1,1 % — корінних американців - 0,2 % — чорних або афроамериканців |

До двох чи більше рас належало 0,7 %. Частка іспаномовних становила 2,9 % від усіх жителів.
За віковим діапазоном населення розподілялося таким чином: 19,1 % — особи молодші 18 років, 52,8 % — особи у віці 18—64 років, 28,1 % — особи у віці 65 років та старші. Медіана віку мешканця становила 51,1 року. На 100 осіб жіночої статі у селищі припадало 85,0 чоловіків;  на 100 жінок у віці від 18 років та старших — 90,7 чоловіків також старших 18 років.
Середній дохід на одне домашнє господарство  становив 39 896 доларів США (медіана — 36 319), а середній дохід на одну сім'ю — 56 651 долар (медіана — 49 063). За межею бідності перебувало 15,1 % осіб, у тому числі 8,5 % дітей у віці до 18 років та 26,3 % осіб у віці 65 років та старших.
Цивільне працевлаштоване населення становило 208 осіб. Основні галузі зайнятості: освіта, охорона здоров'я та соціальна допомога — 31,3 %, роздрібна торгівля — 10,6 %, транспорт — 10,1 %.